# Nyköpings revir
Nyköpings revir var ett skogsförvaltningsområde inom Östra överjägmästardistriktet omfattade Jönåkers, Rönö, Hölebo, Oppunda och Villåttinge härader av Södermanlands län samt var indelat i tre bevakningstrakter. Det omfattade vid 1910 års slut 23 985 hektar allmänna skogar, varav tre kronoparker om totalt 3 553 hektar.